# Unió per l'Europa de les Nacions
La Unió per l'Europa de les Nacions va ser un grup del Parlament Europeu de caràcter nacional-conservador i euroescèptic que va estar actiu entre 1999 i 2009. La UEN estava vinculada a l'Aliança per l'Europa de les Nacions, una coalició de partits nacionalistes i majoritàriament euroescèptics.
Després de les eleccions europees de 2009, els diferents partits membres van optar per entrar a altres grups: Fianna Fáil va passar a l'ALDE, Per la Pàtria i la Llibertat/LNNK i Llei i Justícia ho van fer a l'ECR, mentre que el Partit Nacional Eslovac, el Partit Popular Danès i Ordre i Justícia van entrar a l'EFN.

## Membres

### 1999–2004
| Estat     | Partit | Partit                  | Partit | Ideologia                                  | Eurodiputats |
| --------- | ------ | ----------------------- | ------ | ------------------------------------------ | ------------ |
| França    |        | Reagrupament per França | RPF    | Gaullisme Conservadorisme nacionalista     | 12 / 87      |
| Itàlia    |        | Alleanza Nazionale      | AN     | Conservadorisme nacionalista Post-feixisme | 8 / 87       |
| Itàlia    |        | Pacte Segni             | PS     | Democràcia cristiana Liberalisme econòmic  | 1 / 87       |
| Irlanda   |        | Fianna Fáil             | FF     | Republicanisme Conservadorisme             | 6 / 15       |
| Portugal  |        | CDS – PP                | CDS–PP | Conservadorisme Democràcia cristiana       | 2 / 25       |
| Dinamarca |        | Partit Popular Danès    | DF     | Nacionalisme Populisme                     | 1 / 16       |

### 2004–2009
| Estat     | Partit | Partit                             | Partit    | Ideologia                                         | Eurodiputats |
| --------- | ------ | ---------------------------------- | --------- | ------------------------------------------------- | ------------ |
| Dinamarca |        | Partit Popular Danès               | DF        | Nacionalisme Populisme                            | 1 / 14       |
| Irlanda   |        | Fianna Fáil                        | FF        | Republicanisme Conservadorisme                    | 4 / 13       |
| Itàlia    |        | Alleanza Nazionale                 | AN        | Conservadorisme nacionalista Post-feixisme        | 8 / 78       |
| Itàlia    |        | Lega Nord                          | LN        | Regionalisme Populisme                            | 4 / 78       |
| Itàlia    |        | La Destra                          | LD        | Conservadorisme nacionalista Post-feixisme        | 1 / 78       |
| Letònia   |        | Per la Pàtria i la Llibertat/LNNK  | TB/LNNK   | Conservadorisme nacionalista Liberalisme econòmic | 4 / 9        |
| Lituània  |        | Unió Lituana d'Agricultors i Verds | LVLS      | Conservadorisme Agrarisme                         | 1 / 13       |
| Lituània  |        | Ordre i Justícia                   | TT        | Conservadorisme nacionalista Populisme            | 1 / 13       |
| Polònia   |        | Llei i Justícia                    | PiS       | Conservadorisme nacionalista Populisme            | 8 / 54       |
| Polònia   |        | Lliga de les Famílies Poloneses    | LPR       | Conservadorisme nacionalista Catolicisme          | 5 / 54       |
| Polònia   |        | Autodefensa de la Rep. de Polònia  | SRP       | Agrarisme Populisme                               | 3 / 54       |
| Polònia   |        | Facció Piast                       | PSL Piast | Democràcia cristiana Agrarisme                    | 3 / 54       |

### 2009
| Estat      | Partit | Partit                            | Partit  | Ideologia                                         | Eurodiputats |
| ---------- | ------ | --------------------------------- | ------- | ------------------------------------------------- | ------------ |
| Dinamarca  |        | Partit Popular Danès              | DF      | Nacionalisme Populisme                            | 2 / 13       |
| Polònia    |        | Llei i Justícia                   | PiS     | National conservatism Right-wing populism         | 15 / 50      |
| Itàlia     |        | Lega Nord                         | LN      | Regionalisme Populisme                            | 9 / 72       |
| Irlanda    |        | Fianna Fáil                       | FF      | Republicanisme Conservadorisme                    | 3 / 12       |
| Letònia    |        | Per la Pàtria i la Llibertat/LNNK | TB/LNNK | Conservadorisme nacionalista Liberalisme econòmic | 1 / 9        |
| Lituània   |        | Ordre i Justícia                  | TT      | Conservadorisme nacionalista Populisme            | 2 / 12       |
| Eslovàquia |        | Partit Nacional Eslovac           | SNS     | Ultranacionalisme Populisme                       | 1 / 13       |